# Pol Jonckheere
Pol Jonckheere (Brugge, 6 mei 1959) is een Belgische ondernemer en gewezen voorzitter van voetbalclub Club Brugge. 

## Biografie
Pol Jonckheere studeerde in 1982 af als burgerlijk ingenieur-architect aan de Universiteit Gent. Na zijn studies ging hij als architect aan de slag in het studiebureau van zijn vader burgerlijk ingenieur Amand Jonckheere, dat in zijn geboortejaar werd opgericht. Zowel het Olympiastadion als het Jan Breydelstadion droegen en dragen de stempel van dit bureau. Het was Jonckheeres vader die in 1974 aangesteld werd als ontwerper van het nieuwe Olympiastadion. Het studiebureau breidde hij samen met zijn jongere broer Koen, een industrieel ingenieur, verder uit tot een multidisciplinair bedrijf met een 25-tal werknemers. De activiteiten zijn opgedeeld in 2 vennootschappen nl. "Studiebureau Jonckheere" en "Jonckheere ir-architecten", waarvan Koen en Pol respectievelijk aan het hoofd staan.
Pol is sinds 1984 getrouwd met Greet Schrauwen, en vader van vier zonen.

## Club Brugge

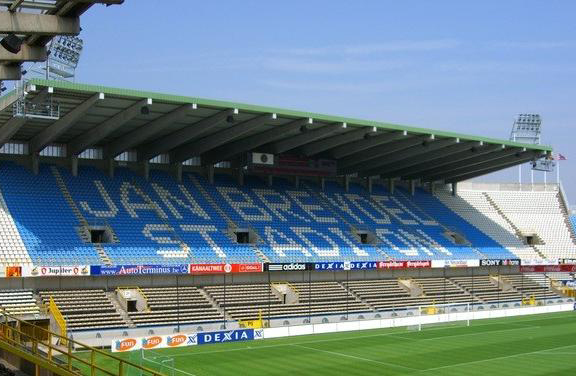
Pol Jonckheere was als ingenieur-architect verantwoordelijk voor de renovaties aan het stadion van Club Brugge.

Gedurende de jaren 70 was zijn vader Amand verantwoordelijk voor het ontwerp van het nieuwe stedelijke voetbalstadion, bestemd voor Club Brugge en Cercle Brugge. Het stadion heette in die tijd nog het Olympiastadion. Voordien speelde Club Brugge in het Albert Dyserynckstadion, beter bekend als De Klokke. Jonckheere ontwierp de drie grote renovaties die het huidige Jan Breydelstadion later onderging: de inplanting van het logegebouw en de loges, de omvorming van staanplaatsen naar zitplaatsen en het optrekken van de tribunes achter de beide doelen. Ook de inrichting van de burelen in het aanpalende gebouw De Klokke, de herinrichting van de kleedkamers van het eerste elftal en de aanleg van het Domo-kunstgrasterrein, dragen zijn signatuur.
In 1986 werd hij voor een periode van zo'n twee jaar lid van de PR-commissie van de club. Vervolgens maakte hij deel uit van de Raad van Bestuur en in 2006 werd hij de tweede ondervoorzitter van Club Brugge. In het voorjaar van 2009 werd de ingenieur verantwoordelijk voor de Scoutingscommissie en Sportieve Commissie. Van 2003 tot 2009 werkte hij onder leiding van Michel D'Hooghe, die hij zelf in 2009 opvolgde als voorzitter van de club.
Sinds 2003 was er sprake van het voorzitterschap voor Jonckheere, nadat voorzitter Michel Van Maele was overleden. Hij werd echter niet door Jonckheere, maar door Michel D'Hooghe opgevolgd. Zes jaar later gaf D'Hooghe de fakkel door aan Jonckheere. Hij werd de elfde voorzitter van Club Brugge. Door de wisselende resultaten van Club Brugge werd in 2011 echter besloten om de structuur van de club te vernieuwen. Jonckheere moest ten gevolge van deze nieuwe structuur opstappen als voorzitter en werd opgevolgd door Bart Verhaeghe.